# Christoph Neuhaus (Politiker)
Christoph Neuhaus (* 10. Mai 1966 in Arch) ist ein Schweizer Politiker und seit April 2008 als Regierungsrat des Kantons Bern tätig. Christoph Neuhaus ist Mitglied der Schweizerischen Volkspartei (SVP).

## Studium und Beruf
Neuhaus studierte Betriebswirtschaft, Volkswirtschaft und Politikwissenschaft, schloss mit dem Lic. rer. pol. ab und unterrichtete als Handelslehrer an verschiedenen Gymnasien bzw. Maturitätsschulen in den Regionen Bern und Solothurn.
Zwischen 1984 und 2000 arbeitete Neuhaus als Journalist für diverse Tageszeitungen sowie die Wochenzeitung «Sport»; zudem war er Medienverantwortlicher bei mehreren schweizerischen Sportveranstaltungen.
2000/2001 leitete Neuhaus die Abteilung Wirtschaft und Kommunikation der Volkswirtschaftsdirektion des Kantons Bern und war Expo-Beauftragter des Kantons für die Expo.02. Dann arbeitete er als Geschäftsführer der SVP Kanton Bern bis 2006, als er die Stelle eines Kommunikationschefs des Bundes für die EURO 2008 übernahm. Am 1. April 2008 trat er sein Amt als Regierungsrat des Kantons Bern an.

## Politische Karriere
1985 bis 1991 sass Neuhaus in der Finanz- und Rechnungsprüfungskommission der Gemeinde Arch. Von 2005 bis 2008 stand er in Belp als Gemeinderat dem Ressort Bau vor und hatte die Stellvertretung für Präsidiales und Planung.
Nach seiner Wahl in den Regierungsrat 2008 als Nachfolger des in den Ständerat gewählten Werner Luginbühl übernahm Neuhaus das Amt des Justiz-, Gemeinde- und Kirchendirektors.
Am 1. Juni 2018 wechselte er in die Bau- und Verkehrsdirektion (BVD). Bei den Wahlen 2022 wurde er im Amt bestätigt. Im März 2022 wurde er im Zusammenhang mit dem Umweltskandal Blausee vom Grossen Rat aufgefordert, die Aufsicht über die Kiesgruben sofort zu verbessern. Im Dezember 2024 hat er angekündigt, bei Wahlen 2026 nicht zur Wiederwahl anzutreten. 2013/14 und 2018/19 war er Regierungspräsident. Für das Amtsjahr 2025/26 wurde er vom Regierungsrat erneut für das Amt des Regierungspräsidenten vorgeschlagen.
Neuhaus ist verheiratet und hat ein Kind.